# Венгринович Іван Остапович
Венгринович Іван Остапович (14 жовтня 1927 - 15 травня 1989) — український художник, працював у жанрах пейзажного та портретного станкового живопису, в основному, техніці олійного малярства.

## Біографія
Народився художник 14 жовтня 1927 року в селі Тейсарів Жидачівського повіту в селянській сім'ї Остапа та Марії Венгриновичів. В 1934 році пішов у перший клас Тейсарівської семирічної школи. В 1935 році несподівано помирає батько, в сім'ї залишилося двоє малих дітей. Матері було важко годувати та виховувати дітей, тому вдруге виходить заміж за Івана Кардаша. Змалку в малого Іванка проявився хист до малювання, але батьки не схвалювали його захоплення, тому по закінченню школи відправили його на навчання до Стрийської бухгалтерської школи, де він провчився два роки. Далі школу реформували у Стрийське педагогічне училище, яке Іван закінчив в 1946 році. В училищі, на здібності учня звернув увагу вчитель малювання і настійливо рекомендував батькам відправити його вчитись в художнє училище. Настирлива мрія Івана Венгриновича нарешті здійснилася і він у 1947 році вступає у Львівське державне училище прикладного мистецтва (тепер Львівський фаховий коледж декоративного і ужиткового мистецтва ім. Івана Труша), де навчався, зокрема, у викладачів художників Сукачової Н. А., Лесько М. І., Любчика В. О., Шатківського О.Я, Вторушина І. К. Закінчує художнє училище в 1952 році, оформляється художником в новоствореній стрийській філії «Укоопхудожник». В 1953 році філію реорганізовують в Стрийську художню майстерню Львівського художньо-виробничого фонду СРСР, де продовжує працювати художником. Основні жанри — портрет і пейзаж; техніки — олійний живопис, акварель, рисунок олівцем. Створював полотна у реалістичній манері. З 1952 року учасник місцевих (Стрий), обласних (Дрогобич, Львів), республіканських (Київ) мистецьких виставок. З 1974 року член  літературно-мистецького об'єднання «Хвилі Стрия».

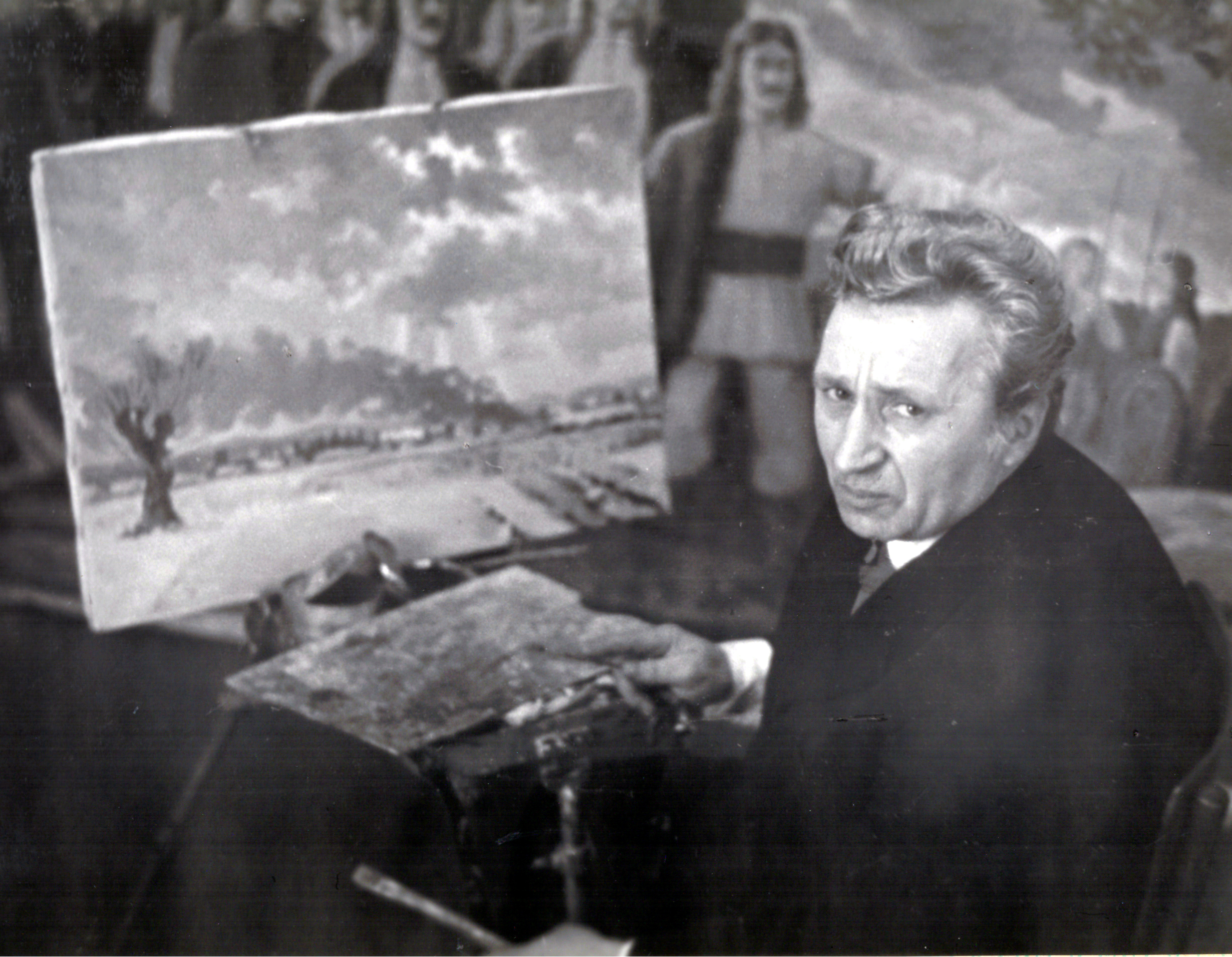

Іван Венгринович, як ніхто, зумів у своїй творчості відобразити рідне Підгір'я. Писав картини карпатських краєвидів, портрети історичних постатей, відомих людей, митців, і просто людей рідного краю. Любив малювати пейзажі куточків Стрия. Його глибоко хвилювала історико-патріотична тема. Підпільно займався реставрацією іконостасів та малює ікони для церков у Трускавці (разом з Григорієм Паламаром), в Стрию, в Братківцях, Довголуці (разом з Ігорем Завозіним), Вівні (Стрийського р-ну), Жупани (Сколівського р-ну), капличок в Тейсарові (Жидачівського р-ну), Лисятичах, Добрівлянах (Стрийського р-ну). З 70-х років готував учнів до вступу у Львівський державний інститут прикладного і декоративного мистецтва.
Помер художник 15 травня 1989 року, похований в селі Тейсарів, Жидачівського району Львівської області.

## Виставки
Твори художника експонувалися на виставках у містах: Стрий, Дрогобич, Львів, Київ.
Персональні виставки в Стрию: 1973, 1984 рр.

## Творча спадщина
Кількість написаних рукою І.Венгриновича картин, неможливо порахувати, в основному, вони були продані у приватні колекції через магазин спілки художників «Художник» (м. Львів), через комісійні магазини у Львові. Отримував замовлення на картини з краєвидами від людей, родичі яких проживали в США, Канаді. Зі своїми роботами розлучався легко, дарував всім хто попросив.
В Каталозі «Мистецька спадщина художника Івана Венгриновича». Видавництво «Бона». 2023 р., розміщено біля 200 фотографій картин пейзажів, портретів, та 70 рисунків олівцем.

## Твори
В музеї літературно-мистецького об'єднання «Хвилі Стрия», експонуються полотна Івана Венгриновича: «Сторож», «Вчителька з Верховини», «Зимовий парк», «Колгоспний ветеран», «Композитор Людкевич», «Художник Остап Оброца», «Композитор Кос-Анатольський»;
- в музеї-садибі родини Романюків — «Дорога на скелі Довбуша», «Літо в Карпатах»;

- в музеї державного історико-культурного заповідника Нагуєвичі — «Малий Іван Франко в кузні батька»;

- в Стрийському вищому художньому професійному училищі — «Гора Пікуй»;

- в Стрийському краєзнавчому музеєві «Верховина» — «Скали в Уричу», «Захар Беркут», «Портрет Колесси», «Болото», «Портрет Т. Г. Шевченка», «Демонстрація голодних жінок», «Демонстрація робітників у м. Стрию, 7.11.1932 р. на розі вулиць Міцкевича і Шевченка», «Страйк дорогобудівників Стрийщини в підтримку страйку залізничників», «Портрет льотчика Ковжуна І. Г.».

## Пам'ять
Персональна виставка пам'яті художника 1994р. 
Персональна виставка пам'яті художника до 95-річчя від дня народження 10-12.2022р 
Каталог «Мистецька спадщина художника Івана Венгриновича» 2023р.
Стрийська міська художня премія імені Петра Обаля (посмертно) за творчу діяльність, 08.08.2023р.